# Nueva Era (banda)
Nueva Era es un grupo de rap hardcore sevillano formado por Chukky (MC), Gone (MC), Yoque (MC), y Dj Sobe (DJ).

## Biografía
Chukky, Gone, Yoque y DJ Sobe, son los componentes de esta joven formación, y los culpables de la creación de nuevos estilos y formas para el rap. Como ellos mismos dicen “La nueva evolución del Hardcore”.
El grupo se creó en 2006, la formación principalmente se dedicó a dar conciertos y a sacar algunas maquetas por solitario.
Durante el 2008 mientras preparaban su primer trabajo como grupo, fueron teloneros de gran parte de la gira de SFDK “Los Veteranos” creando gran interés por parte del público, gracias a un show compacto y potente. La idea original del grupo fue sacar este trabajo como maqueta, pero la gran calidad de los temas, despertó el interés de SFDK Records, quien les propuso la idea de sacarlo en formato profesional.
Así nace el primer álbum de Nueva Era, “Nueva Era Monsters”. Un trabajo variado, tanto en producciones, donde Chukky aporta gran parte de los beats, junto a nuevos talentos como Abeatsmotionado, Ionni, Serokah, Zost y 5mentarios. Como en sus letras, vivencias del día a día, competición, historias…. son parte de la temática que nos podemos encontrar en el álbum. Destacando la originalidad de los MC’s y sus estructuras.
Tras un par de años de eventos de diversa índole, los componentes de Nueva Era vuelven en febrero de 2011 trayendo “El Génesis”, un disco más completo, con líricas más contundentes y rapeos impecables sobre beats de diferentes productores del país como Dj Makei , Acción Sánchez , Abeats , o Mr Feeling entre otros y colaboraciones de Almu , Jesuly , Zatu y Juaninacka.

## ComoNueva Era
- Nueva Era Monsters´´(LP) (SFDK Records, 2008)
- El Génesis´´(LP) (SFDK Records, 2011)

## ConSFDK,Puto Largo,El Límite,Jesuly,All Day GreenyNiko
- ``Merry Christmas´´ (EP) (SFDK Records, 2007)

## En solitario

### Chukky
- La sonrisa del Diablo´´ (Maqueta, 2005)

- Sólo es un juguete´´ (Maqueta, 2007)

- Yo, produzco...``(maqueta (instrumentales)

- Chukky Bootleg 2006,2007,2008´´ (Maqueta, 2009)

- Veneno´´ (LP, 2012)

### Gone
Gone - Punzones silábicos (2005) 
Gone - 3 años en Sevilla (vol. 1 y 2) (2006) 
Gone - Haré rap siempre (2007)

### Yoque
- Mónologos de un don nadie´´ (Maqueta, 2005)

- 2012 (Maqueta, 2007)

3 semanas (con gone)
- Álbum: "Faltas de ortografía" (2013)

- "Mira con mis ojos (2017)

- "Flotando en el espacio" (2018)

- "F1" (2018)

### Dj Sobe
- Scrachilitoris (Mixtape, 2008)

### Colaboraciones
- Chukky con SFDK- No (Siempre Fuertes 2, 2009)

## Videos
- Mi versión de la historia